# Uke (manga)
Uke (受け?) è un termine utilizzato in anime e manga, soprattutto yaoi, yuri ma spesso anche hentai. Contrapposto a seme (攻め?), è la contrazione del verbo ukeru (受ける?) (accettare) ed indica, in una coppia, il personaggio passivo, non solo a livello fisico sebbene tale fosse in principio la sua origine, ma anche più remissivo da un punto di vista caratteriale e psicologicamente più "instabile".

## Apparenza e personalità
Le classiche linee guida permettono di riconoscere un personaggio uke grazie al suo aspetto fisico: è più basso del seme, dolce e solitamente distratto; con un volto dai tratti gentili e quasi androgini (spesso effeminati - soprattutto nel caso di coppie yaoi), occhi grandi e fisicamente più debole. In netta contrapposizione quindi a quello del personaggio seme (più alto e forte, dai lineamenti più decisi, generalmente più mascolino). 
Se questa distinzione era valida soprattutto in passato, con il trascorrere del tempo ai tratti fisici si sono sommati anche quelli più relativi alla personalità, tant'è che recentemente si tende a distinguire i personaggi uke da quelli seme basandosi non più soltanto sull'apparenza, ma anche sui comportamenti, stati d'animo, e più in generale tutto ciò che è indice di una personalità più (seme) o meno (uke) forte/predominante. 
Generalmente nel manga vien fatto sì che il lettore s'identifichi più con l'uke, è lui difatti quasi sempre il protagonista della storia; ed è colui che riceve le attenzioni romantiche e sessuali del seme.

### Altezza
Un altro tratto distintivo, che ha dato vita a quella che nel fandom è conosciuta come la "regola dell'altezza" (nello yaoi principalmente), è appunto legato all'altezza dei personaggi. In base a tale caratteristica, di solito il personaggio più basso in una coppia è identificato come uke, mentre il personaggio più alto rappresenta il seme.

## Tipi di uke
Esistono diversi tipi di uke, utilizzati in anime e manga:
- In ambito yaoi, chiaro esempio di stile è quello rappresentato da ragazzi effeminati. Gli esempi sono innumerevoli, ma possono essere presi come esempio la maggior parte degli uke descritti nelle opere dalla mangaka Haruka Minami.
- Uno degli uke più comuni è rappresentato da un personaggio giovane, spesso infantile, capriccioso in netta contrapposizione con il seme di turno. Un esempio che rivela in maniera chiara tale stereotipo è rappresentato da Ritsuka, in Loveless.
- Altro tipo di uke, meno famoso rispetto ai precedenti, è caratterizzato da una costante depressione, o da un atteggiamento perennemente negativo. Solitamente, tali personaggi dimostrano atteggiamenti antisociali e da un costante rifiuto nei confronti dell'umanità. Un esempio può essere per alcuni versi Taki di Maiden Rose.
- Altro stile di uke, particolarmente popolare, è quello del ribelle. Gli uke ribelli sono spesso più alti della media e anche più maturi rispetto al resto degli stereotipi uke, e solitamente sono anche dotati di un carattere difficile da gestire, ribelle appunto. Tali uke sfuggono anche alle normali regole uke/seme tipiche negli altri esempi già citati, anche perché quando coinvolti in una relazione diventa difficile, per il seme di turno, riuscire a gestire le loro sfuriate, o il loro temperamento. Esempio di tale uke lo si vede spesso nel fandom che ruota intorno alla coppia composta da Shizuru Fujino e Natsuki Kuga, personaggi di Mai-HiME (sebbene nell'anime della Sunrise tale differenza seme/uke sia praticamente inesistente, il fandom ha finito con lo stravolgere i caratteri delle due ragazze, rendendo Natsuki uke rispetto alla seme Shizuru), e nel manga You are my Loveprize in Viewfinder di Ayano Yamane.